# Tephrosia paniculata
Tephrosia paniculata är en ärtväxtart som beskrevs av John Gilbert Baker. Tephrosia paniculata ingår i släktet Tephrosia och familjen ärtväxter. Inga underarter finns listade i Catalogue of Life.